# Volkswerft

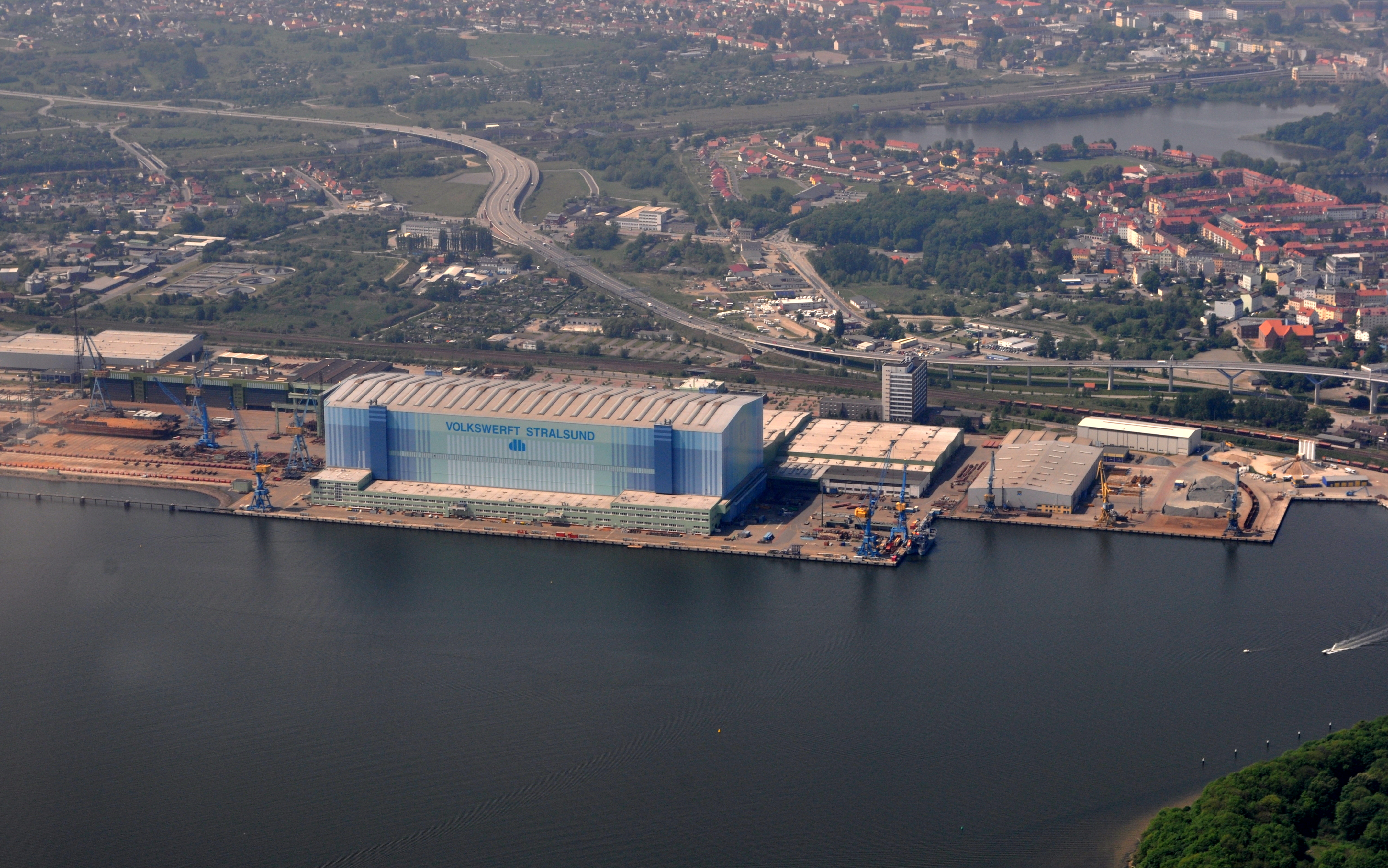
Volkswerft Stralsund

Volkswerft is een scheepswerf gelegen in de Hanzestad Stralsund in Duitsland aan de Strelasund. Het is deel van de Duitse groep Hegemann. De traditionele werf is al altijd een belangrijke factor geweest in de economie van de stad.
De Volkswerft is gesticht in 1945 als Ingenieurbau Ges.m.b.H. Het eerste vissersschip is geleverd op 25 april en op 15 juni 1948 is het VEB Volkswerft Stralsund geregistreerd. Tussen 1948 en 1953 werden er 196 schepen geproduceerd, deze hadden allen hetzelfde doel. Ze werden gebruikt als herstelbetaling voor de Sovjet-Unie.
In de volgende jaren produceerde het scheepswerf treilers voor de Sovjet-Unie maar ook voor andere vloten. Het eerste schip dat werd gebouwd voor een land niet uit het Oostblok, IJsland meer bepaald, was in de maand oktober van het jaar 1957. De Volkswerft werd door Lloyd's of London in 1973 gezien als de nummer een wereldwijd op gebied van de productie van treilers.
Na 1990 werd de Volkswerft tweemaal geprivatiseerd. Een eerste maal als Volkswerft Stralsund GmbH waarbij het deel uitmaakte van de Vulkan Groep (Bremen) in 1993. Sinds 1998 is het deel van de Mærsk groep waarbij Mærsk 25 miljoen Duitse mark betaald heeft aan Treuhandanstalt, een agentschap dat Oost-Duitse ondernemingen privatiseerde na de hereniging van Duitsland.
Tegen die tijd had het scheepswerf al verscheidene vernieuwingen ondergaan. Onder andere een grote scheepsbouwhal en een scheepslift van 230 meter om de schepen te dokken. Tegenwoordig is deze lift uitgebreid naar 275 meter en is daarmee de grootste scheepslift ter wereld. Ze is 34,5 meter breed met een capaciteit van 24 000 ton. Rexroth Hydraudyne S&E (tegenwoordig Van Halteren Technologies) was het Nederlandse bedrijf dat verantwoordelijk was voor de bouw van de lift. Ze produceren nu op de Volkswerft containerschepen van de 2500 klasse voor de vloot van Mærsk . De schepen kunnen 2900-3000 TEU containers vervoeren. Hiernaast worden er ook bevoorradingsschepen en kabelleggers geproduceerd. De schepen die er gebouwd worden, gaan tot de panamax-klasse.